# IC 1713
IC 1713 — галактика типу * (зірка) у сузір'ї Трикутник.
Цей об'єкт міститься в оригінальній редакції індексного каталогу.